# Perkáta
Perkáta nagyközség Fejér vármegyében, a Dunaújvárosi járásban.

## Fekvése
A Mezőföld keleti peremének völgyekkel szabdalt lösz fennsíkján helyezkedik el.
A közvetlenül határos települések: észak felől Pusztaszabolcs, északkelet felől Adony, délkelet felől Rácalmás, dél felől Nagyvenyim és Mezőfalva, délnyugat felől Hantos, nyugat felől Sárosd, északnyugat felől pedig Szabadegyháza. Kelet felől a legközelebbi település Kulcs, délkelet felől pedig közel van hozzá a térség legnagyobb városa, Dunaújváros is, de közigazgatási területe utóbbiak egyikével sem érintkezik.

### Megközelítése
Közúton a legfontosabb megközelítési útvonala az ország távolabbi részei felől az M6-os autópálya, melyről megközelítési iránytól függően az adonyi vagy a Dunaújváros-északi csomópontnál kell letérni. A megyeszékhely Székesfehérvárral és Dunaújvárossal egyaránt a 62-es főútköti össze, Adony és az M6-os ottani csomópontja felől pedig a 6208-as úton érhető el. Lakott területét a 62-es főút keletről elkerüli, központjába csak a 62 118-as út, illetve az adonyi út folytatásában egy számozatlan önkormányzati út vezet.
Vasútvonal nem érinti; a legközelebbi vasúti csatlakozási lehetőséget a Budapest–Pécs-vasútvonal Szabadegyháza vasútállomása kínálja, mintegy 8 kilométerre északnyugatra.

## Története
A környéken, főként a Cikolai-vízrendszerhez tartozó vízfolyások mellékén mintegy hatvan régészeti lelőhely van. A Kr. e. III–II. századból a La Tène-kultúra kelta emlékeit és bronzkori temetőket tártak fel, de számos lelőhely ismeretes a római és a népvándorlás korából is.
A vaskorszak kelta településrendszerének egyik lakott helye volt itt. [Egyes vélekedések szerint a Perkáta név is kelta eredetű lehet.] Az I–IV. században a rómaiak foglalták el a területet, de a népvándorlási mozgalmak nyomait is követni tudjuk itt. Perkáta környéke – az egész mezőföldi löszhátsággal együtt – a fejedelmi szállásterület része volt a X. században.
A XIII–XVI. században kun szálláshely volt. A tatárjárás során elpusztult Árpád-kori település helyére – a hantosszéki kun kapitányság szervezetéhez tartozó – kunok költöztek, a XI. századi templomukat 1417-ben újjáépítették. Régi nevének említése először Ozorai Pipo temesi főispán oklevelében fordul elő 1417-ben. A török hódoltság idején elnéptelenedett a község, a török kiűzése után pedig délszlávok (főleg rác telepesek) érkeztek ide. Szorgalmuk nyomán jelentős községgé fejlődött, amihez földrajzi helyzete, éghajlati adottságai is nagyban hozzájárultak.
A település múltjában a XVIII. század utolsó negyedétől a Győry család játszotta a legnagyobb szerepet. Mária Teréziától radványi Győry Ferenc (IV.) 1775. június 25-én kapta meg Perkátát, ahová vincéseket telepített le, iskolát alapított, saját költségén római katolikus templomot építtetett. Kastélyukat 1820-ban építtették. A család egyik tagja, a birtokot kitűnően vezető Győri Terézia (1843–1936), a falu jótevője élete végéig itt élt. Halálával lezárult az a másfél száz esztendő, amely a Győri család tevékenységével függött össze.
A lakosság száma az XIX. század elejétől napjainkig 3500–6000 fő között mozog, a nagyközség lakóinak száma mostanában 4000 fő körüli, a lakások száma pedig 1573, területe 7452 hektár, ebből belterület 436 hektár, mezőgazdasági jellegű település.
Legnagyobb intézményei a Hunyadi Mátyás Általános Iskola és az Általános Művelődési Központ, melynek tagintézményei a József Attila Könyvtár és a Napköziotthonos Óvoda.
A 62-es főút Perkátát elkerülő szakaszát 2012. június 28-án adták át.

## Közélete

### Polgármesterei
- 1990–1994: Radeczki György (független)[9]
- 1994–1998: Radeczki György (független)[10]
- 1998–2002: Radeczki György (független)[11]
- 2002–2006: Radeczki György Ferenc (független)[12]
- 2006–2007: Somogyi Balázs (Fidesz)[13]
- 2007–2010: Somogyi Balázs (Polgári Összefogás Perkátáért Egyesület-Fidesz-KDNP)[14]
- 2010–2014: Somogyi Balázs (Polgári Összefogás Perkátáért Egyesület-Fidesz-KDNP)[15]
- 2014–2019: Somogyi Balázs (Polgári Összefogás Perkátáért Egyesület-Fidesz-KDNP)[16]
- 2019–2020: Somogyi Balázs (Polgári Összefogás Perkátáért Egyesület-Fidesz-KDNP)[17]
- 2020–2022: Oláh István (független alpolgármester, ügyvivőként)
- 2022–2024: Oláh István (független)[18]
- 2024– : Oláh István (független)[1]

A településen 2007. október 7-én időközi polgármester-választást (és képviselő-testületi választást) tartottak, az előző képviselő-testület önfeloszlatása miatt. A választáson elindult a hivatalban lévő polgármester is, aki – egyetlen kihívójával szemben – meg is nyerte azt.
2022. június 26-án újra időközi polgármester-választást kellett tartani Perkátán, mert a korábbi polgármester (valamint egyik alpolgármestere és egy képviselő) 2020. szeptember 30-i hatállyal, belső ellentétek miatt lemondott posztjáról. A választást eredetileg még 2021. január 10-ére írták ki, de abban az időpontban már nem lehetett megtartani, a koronavírus-járvány kapcsán elrendelt korlátozások miatt, és új időpontot sem lehetett kitűzni azok feloldásáig. A polgármesteri feladatokat az átmeneti időszakban ügyvivőként Sarok Mihály alpolgármester vette volna át, de pár nappal később, munkahelyi elfoglaltságaira hivatkozva ő is beadta lemondását; így az ügyvivő polgármester 2020 októberétől az időközi választásig Oláh István lett. Az időközi választáson ő is elindult és nagy különbséggel, 83 % fölötti szavazati aránnyal legyőzte egyetlen ellenfelét.

## Népesség
A település népességének változása:
| Lakosok száma | 3987 | 3914 | 3876 | 3923 | 4007 | 3933 | 3969 | 3882 |
|               | 2013 | 2014 | 2015 | 2019 | 2021 | 2022 | 2023 | 2024 |

A 2011-es népszámlálás során a lakosok 84,2%-a magyarnak, 2,7% cigánynak, 0,3% németnek, 0,3% románnak mondta magát (15,5% nem nyilatkozott; a kettős identitások miatt a végösszeg nagyobb lehet 100%-nál). A vallási megoszlás a következő volt: római katolikus 40,5%, református 3,1%, evangélikus 0,5%, görögkatolikus 0,5%, felekezeten kívüli 28,5% (26,3% nem nyilatkozott).
2022-ben a lakosság 88,1%-a vallotta magát magyarnak, 2,4% cigánynak, 0,4% németnek, 0,2% románnak, 0,1-0,1% horvátnak, lengyelnek és ukránnak, 1,7% egyéb, nem hazai nemzetiségűnek (11,8% nem nyilatkozott; a kettős identitások miatt a végösszeg nagyobb lehet 100%-nál). Vallásuk szerint 26,4% volt római katolikus, 3,1% református, 0,5% evangélikus, 0,3% görög katolikus, 0,1% ortodox, 1% egyéb keresztény, 0,6% egyéb katolikus, 28,3% felekezeten kívüli (39,7% nem válaszolt).

## Nevezetességei

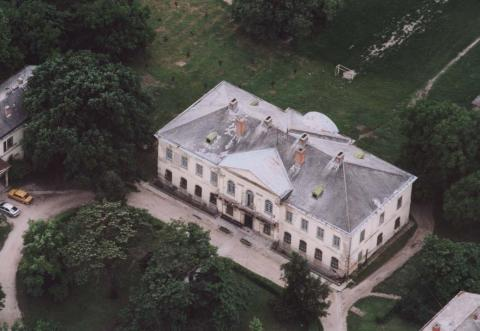
Győry-kastély

- Nagyközségháza
- Győry-kastély
- Kisboldogasszony-plébániatemplom
- Református kápolna
- Galgóczy-kápolna
- Nagyközségi könyvtár
- Kossuth Lajos szobra

## Híres emberek
- Szapáry László londoni magyar nagykövet, fiumei kormányzó 1864-ben;
- Csányi János díszítőfestő és képfestő 1957-ben;
- Csányi Lajos grafikus és festő 1954-ben (elhunyt 1999-ben).

## Testvértelepülések
- Románia: Kisbács[25]
- Franciaország: Saint Maximin[26]
- Kína: Huaxiang[27]

## Külső hivatkozások
- nevének eredete (Hrvatski Glasnik) (horvátul)
- Ásatások Perkáta határában.